# Sven Schelker
Sven Schelker (* 12. Dezember 1989 in Basel) ist ein Schweizer Theater- und Filmschauspieler.

## Leben
Geboren in Basel, wuchs Sven Schelker in der Gemeinde Reinach (Kanton Basel-Landschaft) auf. Im Dezember 2008 erwarb er die Matura am Gymnasium Münchenstein mit dem Schwerpunktfach Musik und begann 2009 das Studium der Schauspielerei an der Otto-Falckenberg-Schule in München. Das Bühnenreifezeugnis erhielt Schelker im Sommer 2013. Schon in frühen Jahren spielte er Gitarre und Violine. Er wirkte in mehreren Bands mit.
Seit 2012 war Schelker Ensemblemitglied des Thalia Theaters in Hamburg. Hier wirkte er in Stücken wie Platonow von Anton Pawlowitsch Tschechow oder den William-Shakespeare-Stücken Macbeth als Macduff oder Die Tragödie von Romeo und Julia als Sir Paris mit. 2015 war er am Thalia Theater in Bertolt Brechts Dreigroschenoper in der Hauptrolle des Mackie Messer zu sehen. Mit der Spielzeit 2020/21 wechselte Schelker von Hamburg fest zum Ensemble des Theater Basel.
Sein Filmdebüt hatte Sven Schelker 2014 in Stefan Haupts international ausgezeichneten Film Der Kreis. Für seine Rolle des Travestiekünstlers Röbi Rapp erhielt er auf der Berlinale 2015 den «Shooting Stars Award» der European Film Promotion (EFP) und im März desselben Jahres den Schweizer Filmpreis als «Bester Darsteller». In dem Biopic Die Stimme des Regenwaldes, das im September 2019 beim Zurich Film Festival seine Premiere feierte, spielt Sven Schelker den Umweltaktivisten Bruno Manser. Für diese Rolle wurde er 2021 mit dem 46. Prix Walo für das Jahr 2019 als bester Schauspieler ausgezeichnet.
2021 erschien am 17. Zurich Film Festival der Kinofilm Und morgen seid ihr tot von Michael Steiner, in dem Sven Schelker an der Seite von Morgane Ferru die Hauptrolle spielt. Schelker verkörpert in diesem auf einer wahren Geschichte basierenden Geiseldrama David Och, der 2011/12 zusammen mit seiner damaligen Freundin Daniela Widmer 259 Tage lang von der pakistanischen Taliban festgehalten wurde.

## Filmografie
- 2014: Der Kreis
- 2015: Homeland (Fernsehserie, 4 Episoden)
- 2016: Tatort: Borowski und das verlorene Mädchen
- 2017: Goliath (Kino)
- 2019: Polizeiruf 110 – Zehn Rosen
- 2019: Die Neue Zeit (Fernsehserie)
- 2019: Auerhaus
- 2019: Bruno Manser – Die Stimme des Regenwaldes (Kino)
- 2020: Ökozid (Fernsehfilm)
- 2021: Und morgen seid ihr tot (Kino)
- 2023: Der vermessene Mensch
- 2023: Der Schatten (Fernsehserie)
- 2023: Davos 1917 (Fernsehserie)
- 2025: Die Beschatter (Fernsehserie)
- 2025: Ostfriesentotenstille (Fernsehfilm)
- 2025: Stiller

## Auszeichnungen
- 2015: Berlinale 2015 – European Film Promotion (EFP) – ausgezeichnet mit dem Shooting Stars Award
- 2015: Schweizer Filmpreis 2015 als «Bester Hauptdarsteller» im Film Der Kreis
- 2020: Schweizer Filmpreis 2020 in der Kategorie Beste Darsteller für «Bruno Manser – Die Stimme des Regenwaldes»[11][12]
- 2021: Prix Walo für das Jahr 2019 Kategorie «Schauspieler/Schauspielerin» für seine Leistung in «Bruno Manser – Die Stimme des Regenwaldes»[13]